# Campionato argentino maschile di pallanuoto
Il campionato argentino maschile di pallanuoto è un insieme di tornei pallanuotistici maschili nazionali istituiti dalla Confederación Argentina de Deportes Acuáticos (CADDA). La massima divisione del campionato è la Liga de Honor, a cui partecipano le migliori dieci squadre della nazione. Al di sotto della Liga de Honor c'è la Liga A, dove le squadre sono suddivise in tre gironi regionali: Zona Norte, Zona Centro e Zona Sur.

## Divisioni

### Liga de Honor
La Liga de Honor è la massima divisione del campionato argentino. Al torneo partecipano 10 squadre racchiuse in un unico girone, con la formula di un girone all'italiana con andata e ritorno. Al termine della stagione la prima squadra in classifica si laurea campione di Argentina; inoltre le prime sei squadre si qualificano ad un altro torneo nazionale, il Súper 6.

#### Squadre partecipanti
Aggiornato alla stagione 2011
| Squadra     | Città         | Piazzamento nella stagione 2010 |
| Atlantis    | Mar del Plata | -                               |
| Colón       | Santa Fe      | -                               |
| GEBA        | Buenos Aires  | -                               |
| GER         | Rosario       | 1º posto                        |
| GER B       | Rosario       | -                               |
| Provincial  | Rosario       | -                               |
| Regatas     | Santa Fe      | -                               |
| River Plate | Buenos Aires  | -                               |
| Sportsmen   | Rosario       | -                               |
| Suterh      | Buenos Aires  | -                               |

### Liga A
La Liga A è la seconda divisione del campionato italiano. Al torneo partecipano un numero variabile di squadre, che vengono suddivise in tre gironi in base alla posizione geografica. I tre gironi assumono i nomi di Zona Norte, Zona Centro e Zona Sur.

#### Squadre partecipanti
Aggiornato alla stagione 2011
| Zona Norte     |              |                                 |
| Squadra        | Città        | Piazzamento nella stagione 2010 |
| Ing. Huergo    |              | -                               |
| Regatas B      | Santa Fe     | -                               |
| Instituto      | Córdoba      | -                               |
| Fisherton      | Rosario      | -                               |
| Universitario  | Rosario      | -                               |
| Provincial B   | Rosario      | -                               |
| Zona Centro    |              |                                 |
| Squadra        | Città        | Piazzamento nella stagione 2010 |
| River Plate C  | Buenos Aires | -                               |
| Argentinos Jrs |              | -                               |
| Culp A         |              | -                               |
| Moreno         |              | -                               |
| Lomas          |              | -                               |
| Zona Sur       |              |                                 |
| Squadra        | Città        | Piazzamento nella stagione 2010 |
| River Plate B  | Buenos Aires | -                               |
| Imperio        |              | -                               |
| Unlam          |              | -                               |
| Culp B         |              | -                               |
| San Andrés     |              | -                               |

## Struttura del campionato
| Livello | Divisione                | Divisione                | Divisione                | Divisione                | Divisione                | Divisione                | Divisione                | Divisione                | Divisione                | Divisione                | Divisione                | Divisione                |
| ------- | ------------------------ | ------------------------ | ------------------------ | ------------------------ | ------------------------ | ------------------------ | ------------------------ | ------------------------ | ------------------------ | ------------------------ | ------------------------ | ------------------------ |
| 1       | Liga de Honor 10 squadre | Liga de Honor 10 squadre | Liga de Honor 10 squadre | Liga de Honor 10 squadre | Liga de Honor 10 squadre | Liga de Honor 10 squadre | Liga de Honor 10 squadre | Liga de Honor 10 squadre | Liga de Honor 10 squadre | Liga de Honor 10 squadre | Liga de Honor 10 squadre | Liga de Honor 10 squadre |
| 2       | Liga A Zona Norte        | Liga A Zona Norte        | Liga A Zona Norte        | Liga A Zona Centro       | Liga A Zona Centro       | Liga A Zona Centro       | Liga A Zona Sur          | Liga A Zona Sur          | Liga A Zona Sur          |                          |                          |                          |